# الهجوم على القنصلية التركية في ليون 1980
كان هجوم القنصلية التركية عام 1980 في ليون هجومًا على القنصلية التركية العامة في ليون وقع في 5 أغسطس 1980 قتل فيه شخصان وأصيب 11. اقتحم اثنان من المسلحين الأرمن القنصلية التركية العامة وسألا عن موقع القنصل العام. عندما لم يفهم البواب فرنسية المسلح المكسورة، قتله المسلحون. اقتحم المسلحون الأرمن صالة الانتظار السياحية وأطلقوا النار وقتلوا وجرحوا 11 زائرًا فرنسيًا. أعلن الجيش السري الأرمني لتحرير أرمينيا مسؤوليته عن الهجوم.